# Джрбашян Мхітар Мкртичевич
Мхітар Мкртичевич Джрбашян (вірм. Մխիթար Ջրբաշյան; 11 вересня 1918, Єреван — 6 травня 1994) — вірменський радянський математик, доктор фізико-математичних наук (з 1949 року), професор (3 1950 року), академік АН Вірменської РСР (з 1956 року).

## Біографія
Народився 11 вересня 1918 року в Єревані. 1941 року закінчив Єреванський університет. З 1944 року викладав Єреванському університеті, у 1945–1971 роках працював в Інституті математики і механіки АН Вірменської РСР, з 1971 року — директор Інституту математики АН Вірменської РСР. У 1964–1978 роках — академік-секретар Відділення фізико-математичних наук АН Вірменської РСР.
Помер 6 травня 1994 року.

## Наукова діяльність
Основні дослідження відносяться до теорії функцій, гармонічного аналізу в комплексній області та теорії наближень. Був керівником вірменської математичної школи комплексного аналізу. Створив фундаментальну теорію факторизації та граничних властивостей функцій, мероморфних в колі, яка істотно доповнила класичні результати Р. Г. Неванлінни з теорії функцій.
Отримав основоположні результати в області комплексного гармонійного аналізу. Розвинув теорію параметричного подання класів цілих та аналітичних функцій. Отримав результати в теорії вагових поліноміальних наближень і з проблем базисності та інтерполяції в комплексній області.

## Відзнаки
Заслужений діяч науки Вірменської РСР (з 1964 року). Нагороджений орденами Трудового Червоного Прапора і Жовтневої Революції.